# 9612 Belgorod
9612 Belgorod è un asteroide della fascia principale. Scoperto nel 1992, presenta un'orbita caratterizzata da un semiasse maggiore pari a 3,1582976 UA e da un'eccentricità di 0,2188852, inclinata di 7,46996° rispetto all'eclittica.